# Cleverman
Cleverman est une série télévisée australo-néo-zélandaise en douze épisodes de 52 minutes créée par Ryan Griffen et diffusée entre le 1er juin 2016 et le 2 août 2017 sur SundanceTV aux États-Unis et le lendemain sur ABC en Australie.
Cette série est inédite dans tous les pays francophones.

## Synopsis
Afin de survivre dans une Australie qui les pourchasse et les réduit en esclavage, les mutants se cachent afin de se protéger de la menace que les humains représentent. C'est dans cette atmosphère que Koen et Waruu, deux frères que tout oppose, vont s'allier pour essayer de survivre.

## Distribution

### Acteurs principaux
- Hunter Page-Lochard (en) : Koen West
- Rob Collins (en) : Waruu West
- Deborah Mailman : Aunty Linda
- Iain Glen : Jarrod Slade
- Frances O'Connor : Charlotte Cleary
- Ryan Corr : Blair Finch
- Tasma Walton (en) : Araluen
- Tony Briggs (en) : Boondee
- Stef Dawson : Ash Kerry
- Jada Alberts : Nerida
- Tamala Shelton : Alinta
- Rarriwuy Hick (en) : Latani
- Tysan Towney : Djukara
- Andrew McFarlane (en) : Geoff Matthews

### Acteurs récurrents
- Leeanna Walsman : Belinda Frosche
- Jack Charles : Uncle Jimmy
- Adam Briggs (en) : Maliyan
- Lynette Curran (en) : Virgil
- Robyn Nevin : Jane O'Grady
- Josh McConville : Dickson
- Mansoor Noor : McIntyre 2IC
- Rhondda Findleton : Frankie
- Isaac Drandic	: Harry
- Katie Wall (en) : Rowena
- Marcus Graham (en) : McIntyre
- Miranda Tapsell (en) : Lena
- Rahel Romahn : Ludo
- Sam Parsonson	: Taki

## Production
Au lendemain de la diffusion du pilote, la série est renouvelée pour une deuxième saison.

### Fiche technique
- Titre original : Cleverman
- Création : Ryan Griffen
- Réalisation :
- Scénario :
- Producteurs exécutifs :
- Photographie :
- Sociétés de production :
- Sociétés de distribution (télévision) :
- Budget :
- Pays d'origine :  Australie ;  Nouvelle-Zélande
- Langue originale : anglais
- Genre : science-fiction, drame
- Durée : 52 minutes

## Épisodes

### Première saison (2016)
1. First contact
2. Containment
3. A Free Ranger
4. Sun and Moon
5. A Man of Vision
6. Terra Nullius

### Deuxième saison (2017)
1. Revival
2. Bindawu
3. Dark Clouds
4. Muya
5. Skin
6. Borrowed Time